# Sunnanvik, Sjundeå
Sunnanvik är en by i Sjundeå i det finländska landskapet Nyland. Byns namn kommer av en före detta västlig vik i Vikträsk. Sunnanvik var beläget sunnan om viken, det vill säga söder om viken.

## Historia
Stora Strandvägen, som sedan medeltiden löpte längs den södra kusten i Finland, delade sig i Karis i en nordlig och en sydlig sträckning på sin väg österut. Vägarna förenades igen i Sunnanvik i Sjundeå. I samband med storskiftet, som syftade till att koncentrera gårdarnas åkermarker till större helheter, flyttades också många gårdar bort från byarna. Sunnanviks bycenter splittrades dock inte i samband med storskiftet.
År 1944 blev Sunnanvik en del av sovjetiskt Porkala arrendeområde. I Sunnanvik fanns det en koncentration av sovjetisk militär som hade i uppgift att upprätthålla ett sjukhus. Byn var ett medicinskt centrum. Huvudbyggnaden på Vinters var förplägnadshus.